# Paragomphus sabicus
Paragomphus sabicus é uma espécie de libelinha da família Gomphidae.
Pode ser encontrada nos seguintes países: Botswana, Quénia, Malawi, Moçambique, Namíbia, Tanzânia, Zâmbia e Zimbabwe.
Os seus habitats naturais são: florestas subtropicais ou tropicais húmidas de baixa altitude, matagal árido tropical ou subtropical, matagal húmido tropical ou subtropical e rios.